# Arapsko pismo
Arapsko pismo se koristi za pisanje poglavito arapskog jezika, ali i drugih jezika kao što su perzijski i urdu. Njime je pisana i sveta knjiga islama - Kuran.
Arapsko se pismo razvilo iz starijeg nabatejskog pisma pod djelomičnim utjecajem sirskog. Za najstariji spomenik arapskog jezika smatra se nadgrobni spomenik lahmidskog kralja Imrul-Kajsa u mjestu Namara u Siriji iz 328., a za najstariji spomenik arapskog pisma natpisi iz Zabada iz 512. godine. Iz ranog perioda islama sačuvani su spomenici u uglatoj varijanti pisma - tzv. kufsko pismo, te nešto oblijoj varijanti neshi.
Arapski alfabet je djelomično naslijedio stari semitski poredak koji se preko Feničana odrazio i na grčki alfabet, abecedu i azbuku, ali je poredak u novije vrijeme izmijenjen u arapskom jeziku. Prvo je slovo alfabeta elif (uspravna ravna crta).
Alfabet sadrži ukupno 28 harfova (slova), koji ne razlikuju velika, mala, pisana ili tiskana slova, ali imaju različite oblike za slovo na početku, u sredini i na kraju riječi. 
| Arapsko pismo | latinica   | Arapsko pismo | latinica   | Arapsko pismo | latinica     | Arapsko pismo | latinica |
| ------------- | ---------- | ------------- | ---------- | ------------- | ------------ | ------------- | -------- |
| ا             | ’alif      | د             | dāl        | ض             | ḍād          | ك             | kāf      |
| ب             | bā’        | ذ             | ḏāl / dhāl | ط             | ṭā’          | ل             | lām      |
| ت             | tā’’       | ر             | rā’        | ظ             | ẓā’          | م             | mīm      |
| ث             | ṯā’ / tha’ | ز             | zāy /zayn  | ع             | ‘ayn         | ن             | nūn      |
| ج             | jīm        | س             | sīn        | غ             | ġayn / ghayn | ه             | hā’      |
| ح             | ḥā’        | ش             | šīn /shīn  | ف             | fā’          | و             | wāw      |
| خ             | ḫā’ / khā’ | ص             | ṣād        | ق             | qāf          | ي             | yā’      |

### Bosanska arabica
Bosanska arabica ili arebica se sastoji od 30 harfova (slova). Bosanska arabica je doživjela mnoge promjene kroz stoljeća, a u sadašnjem obliku se ustalila na početku 20. stoljeća reformama Mehmeda Džemaluddina Čauševića. Napravljena je na temelju arapske i perzijske inačice arapskog pisma. Danas u Bosni i Hercegovini arabica nije službeno pismo i koristi se isključivo u privatnoj korespondenciji. Posljednja knjiga objavljena na arabici je Epohe fonetske misli kod Arapa i arebica objavljena travnja 2013. godine u Beogradu, autora Aldina Mustafića.
| arabica | latinica | arabica | latinica | arabica | latinica |
| ------- | -------- | ------- | -------- | ------- | -------- |
| آ       | a        | غ       | g        | ۉ       | o        |
| ب       | b        | ح       | h        | پ       | p        |
| ڄ       | c        | اى      | i        | ر       | r        |
| چ       | č        | ي       | j        | س       | s        |
|         | ć        | ق       | k        | ش       | š        |
| د       | d        | ل       | l        | ت       | t        |
| ج       | dž       | ڵ       | lj       | ۆ       | u        |
|         | đ        | م       | m        | و       | v        |
| ه       | e        | ن       | n        | ز       | z        |
| ف       | f        |         | nj       | ژ       | ž        |